# Scotty Miller
Scott „Scotty“ Miller (* 31. Juli 1997 in Barrington, Illinois) ist ein US-amerikanischer American-Football-Spieler auf der Position des Wide Receivers. Aktuell spielt er für die Pittsburgh Steelers in der National Football League (NFL). Mit den Tampa Bay Buccaneers gewann er den Super Bowl LV.

## Frühe Jahre
Miller besuchte die Barrington High School seiner Geburtsstadt, für die er in der Football- und Leichtathletikmannschaft aktiv war. In der Footballmannschaft spielte er zunächst als Safety, wurde später aber noch zusätzlich als Wide Receiver eingesetzt. Zusätzlich wurde er als Kick Returner und Punt Returner eingesetzt. Dort brachte er gute Leistungen und wurde unter anderem ins All-Conference Team gewählt. Nach seinem Highschoolabschluss erhielt er ein Stipendium der Bowling Green State University in Bowling Green, Ohio, für die er von 2015 bis 2018 spielte. Schon in seinem ersten Jahr kam er zu ersten Einsätzen als Wide Receiver und in den Special Teams, so kam er insgesamt in 10 Spielen als Freshman zum Einsatz. Direkt in seinem ersten Jahr konnte er mit seinem Team die Mid-American Conference gewinnen, allerdings wurde der GoDaddy Bowl gegen die Georgia Southern University verloren. In seinen vier Jahren kam er in insgesamt 45 Spielen für seine Schule zum Einsatz und konnte dabei 215 Pässe für 2867 Yards und 23 Touchdowns fangen. Zusätzlich konnte er auch sechsmal mit dem Ball für insgesamt 38 Yards laufen. Für seine guten Leistungen wurde er 2016 ins First-Team All-MAC, 2017 ins Third-Team All-MAC und 2018 ins Second-Team All-MAC berufen.

## NFL

### Tampa Bay Buccaneers
Beim NFL-Draft 2019 wurde Miller in der 6. Runde an 208. Stelle von den Tampa Bay Buccaneers ausgewählt. Dort kam er in seinem ersten Jahr auch schon zu Einsätzen, allerdings primär als Backup. Sein NFL-Debüt gab er am 3. Spieltag der Saison 2019 bei der 31:32-Niederlage gegen die New York Giants. Am 6. Spieltag konnte er bei der 26:37-Niederlage gegen die Carolina Panthers seine ersten drei Pässe in der NFL von Quarterback Jameis Winston fangen. Gegen Ende der Saison konnte sich Miller etwas mehr im Team etablieren, so kam er beim 35:22-Sieg gegen die Atlanta Falcons am 12. Spieltag das erste Mal als Starter zum Einsatz. Am 15. Spieltag konnte er beim 38:17-Sieg gegen die Detroit Lions seinen ersten Touchdownpass von Quarterback Jameis Winston fangen, jedoch verletzte sich Miller in diesem Spiel am Oberschenkelmuskel, musste das Spiel verletzt verlassen und wurde im Nachgang auf die Injured-Reserve-Liste gesetzt. Insgesamt beendete er seine Rookie-Saison mit Einsätzen in 10 Spielen, davon zweimal als Starter, und konnte Pässe für insgesamt 200 Yards und einen Touchdown fangen.
In der Saison 2020 kam Miller noch regelmäßiger zum Einsatz, in der 1. Saisonhälfte auch mehrfach als Starter. Am 4. Spieltag konnte er den Ball für 83 Yards und einen Touchdown beim Sieg gegen die Los Angeles Chargers, am 7. Spieltag beim 45:20-Sieg gegen die Las Vegas Raiders den Ball für 109 Yards und einen Touchdown vom neuen Quarterback Tom Brady fangen. Insgesamt war er mit seiner Mannschaft in dieser Saison sehr erfolgreich und die Buccaneers konnten sich mit 11 Siegen und nur 5 Niederlagen für die Playoffs qualifizieren, das erste Mal seit der Saison 2007. Dort trafen sie in der 1. Runde auf das Washington Football Team. Miller gab bei diesem 31:23-Sieg sein Debüt in den Playoffs und konnte einen Ball für 15 Yards fangen. Nach einem Sieg gegen die New Orleans Saints in der 2. Runde trafen sie im NFC Championship Game auf die Green Bay Packers. In diesem Spiel kam Miller das erste Mal in der Postseason als Starter zum Einsatz und konnte mit ablaufender Uhr am Ende der 1. Halbzeit einen Touchdown aus 39 Yards von Brady fangen. Somit verhalf er seinem Team zum 31:26-Sieg im Spiel und der daraus folgenden Qualifikation für Super Bowl LV, den sie mit 31:9 gegen die Kansas City Chiefs gewannen.
Zu Beginn der Saison 2021 kam Miller gelegentlich in der Offense der Buccaneers zum Einsatz, gehörte jedoch nicht zum Stammpersonal. Nach drei Spielen musste er allerdings mit einer Zehenverletzung auf die Injured-Reserve-Liste gesetzt werden und verpasste insgesamt sieben Spiele verletzungsbedingt. Ende November 2021 wurde er dann zwar wieder in den Kader berufen, blieb aber nur Ergänzungsspieler und kam zu wenig Einsatzzeiten. Am 18. Spieltag konnte er beim 41:17-Sieg gegen die Buccaneers mit dem Ball für 41 Yards und einen Touchdown laufen, was bis dato seine beste Laufleistung in der Karriere ist. In dieser Saison konnte er mit den Buccaneers sogar erstmals mit 13 Siegen bei vier Niederlagen die NFC-South-Division gewinnen und sich somit erneut für die Playoffs qualifizieren. Dort kam er sowohl beim 31:15-Sieg gegen die Philadelphia Eagles in der Wildcard-Runde als auch bei der 27:30-Niederlage gegen die Los Angeles Rams zum Einsatz, konnte das Ausscheiden in der Divisional-Runde jedoch nicht verhindern. Auch in der Saison 2022 blieb Miller nur ein Ergänzungs-Receiver für die Buccaneers. Am 3. Spieltag war er bei der 12:14-Niederlage gegen die Green Bay Packers das erste und einzige Mal Starter in der Saison, konnte jedoch nur einen Pass fangen. In der restlichen Saison kam er immer wieder auch bei Spielzügen zum Einsatz, konnte jedoch keinen Touchdown fangen. Nach der Saison endete sein Vertrag in Tampa und er wurde ein Free Agent.

### Atlanta Falcons
Am 28. März 2023 unterschrieb Miller einen Einjahresvertrag bei den Atlanta Falcons. Dort war er zu Saisonbeginn als Backup für Drake London auf einer Wide-Receiver-Position sowie in den Special Teams eingeplant. Er debütierte direkt am 1. Spieltag der Saison 2023 beim 24:10-Sieg gegen die Carolina Panthers sowohl in der Offense als auch in den Special Teams. Bei der 23:28-Niederlage gegen die Tennessee Titans konnte er nach Pass von Taylor Heinicke seinen ersten Touchdown für die Falcons erzielen. Insgesamt konnte er in der Saison 11 Pässe für 161 Yards und zwei Touchdowns fangen. Nach Saisonende wurde Miller erneut ein Free Agent.

### Pittsburgh Steelers
Im Mai 2024 nahmen die Pittsburgh Steelers Miller unter Vertrag. Dort war er allerdings auch nur Backup als Wide Receiver. Er debütierte für sein neues Team beim 18:10-Sieg gegen die Atlanta Falcons am 1. Spieltag der Saison 2024. Allerdings konnte er in der gesamten Saison nur fünf Pässe fangen. Am 9. Januar wurde er von den Steelers entlassen, kurze Zeit später jedoch Teil des Practice Squads. Nach Ende der Saison verlängerte er seinen Vertrag bei den Steelers um ein weiteres Jahr.

## Karrierestatistiken
| Legende | Legende            |
| ------- | ------------------ |
|         | Super-Bowl-Sieg    |
| Fett    | Karrierehöchstwert |

### Regular Season
| Saison                             | Team             | Spiele | Spiele      | Gefangen  | Gefangen | Gefangen | Gefangen | Gefangen | Gelaufen | Gelaufen | Gelaufen | Gelaufen | Gelaufen | Fumbles | Fumbles   | TD gesamt |
| Saison                             | Team             | Spiele | als Starter | Passfänge | Yards    | Avg      | Lang     | TD       | Versuche | Yards    | Avg      | Lang     | TD       | gesamt  | verlorene | TD gesamt |
| ---------------------------------- | ---------------- | ------ | ----------- | --------- | -------- | -------- | -------- | -------- | -------- | -------- | -------- | -------- | -------- | ------- | --------- | --------- |
| 2019                               | Bucs             | 10     | 2           | 13        | 200      | 15,4     | 48       | 1        | 2        | 16       | 8,0      | 18       | 0        | 0       | 0         | 1         |
| 2020                               | Bucs             | 16     | 5           | 33        | 501      | 15,2     | 48       | 3        | 3        | 14       | 4,7      | 7        | 0        | 0       | 0         | 3         |
| 2021                               | Bucs             | 9      | 0           | 5         | 38       | 7,6      | 13       | 0        | 2        | 43       | 21,5     | 33       | 1        | 0       | 0         | 1         |
| 2022                               | Bucs             | 15     | 1           | 23        | 185      | 8,0      | 23       | 0        | 1        | 8        | 8,0      | 8        | 0        | 0       | 0         | 0         |
| 2023                               | Falcons          | 17     | 0           | 11        | 161      | 14,6     | 56       | 2        | 0        | 0        | 0,0      | 0        | 0        | 0       | 0         | 2         |
| 2024                               | Steelers         | 13     | 1           | 5         | 69       | 13,8     | 21       | 0        | 0        | 0        | 0,0      | 0        | 0        | 0       | 0         | 0         |
| gesamte Karriere                   | gesamte Karriere | 80     | 9           | 90        | 1.154    | 12,8     | 56       | 6        | 8        | 81       | 10,1     | 33       | 1        | 0       | 0         | 7         |
| Quelle: pro-football-reference.com |                  |        |             |           |          |          |          |          |          |          |          |          |          |         |           |           |

### Postseason
| Saison                             | Team             | Spiele | Spiele      | Gefangen  | Gefangen | Gefangen | Gefangen | Gefangen | Gelaufen | Gelaufen | Gelaufen | Gelaufen | Gelaufen | Fumbles | Fumbles   | TD gesamt |
| Saison                             | Team             | Spiele | als Starter | Passfänge | Yards    | Avg      | Lang     | TD       | Versuche | Yards    | Avg      | Lang     | TD       | gesamt  | verlorene | TD gesamt |
| ---------------------------------- | ---------------- | ------ | ----------- | --------- | -------- | -------- | -------- | -------- | -------- | -------- | -------- | -------- | -------- | ------- | --------- | --------- |
| 2020                               | Bucs             | 4      | 2           | 4         | 80       | 20,0     | 39       | 1        | 2        | 5        | 2,5      | 8        | 0        | 0       | 0         | 1         |
| 2021                               | Bucs             | 2      | 0           | 5         | 46       | 9,2      | 19       | 0        | 1        | 9        | 9,0      | 9        | 0        | 0       | 0         | 0         |
| 2022                               | Bucs             | 1      | 0           | 0         | 0        | 0,0      | 0        | 0        | 0        | 0        | 0,0      | 0        | 0        | 0       | 0         | 0         |
| gesamte Karriere                   | gesamte Karriere | 7      | 1           | 9         | 126      | 14,0     | 39       | 1        | 3        | 14       | 4,7      | 9        | 0        | 0       | 0         | 1         |
| Quelle: pro-football-reference.com |                  |        |             |           |          |          |          |          |          |          |          |          |          |         |           |           |